# イコライザー2
『イコライザー2』（The Equalizer 2）は、2018年にアメリカ合衆国で公開されたヴィジランテ・アクションスリラー映画である。監督はアントワーン・フークア、主演はデンゼル・ワシントン。2014年の映画『イコライザー』の続編。

## ストーリー
前作より後。元海兵隊員で国防情報局（DIA）の凄腕の特殊工作員であったロバート・マッコールは、現在もマサチューセッツ州に住み、今は配車サービスのLyftの運転手として生計を立てていた。マッコールは常連の乗客や、アパートの近隣住人たちと親しく穏やかに接する一方で、危機に陥ったり、困っている善良で無力な人たちをその能力で密かに手助けする日々を送っていた。そんな中でマッコールは、常連客のひとりで老人ホームに暮らすサム・ルビンスタインが生き別れた姉に固執していることを知り、彼から得たわずかな手掛かりをもとに、旧知のDIAの同僚スーザン・プラマーに力を借りて密かに捜査を始めた。また、同じアパートの母子家庭で暮らす黒人青年の不良マイルズ・ウィテカーに絵の才能を見出し、学校に通おうとしない彼が道を誤らないよう手助けするようになる。
その頃ベルギーのブリュッセルにて、3人組の男たちによって、ある夫婦が巧妙に無理心中に見せかけて暗殺された。夫は実はDIAの協力者であり、調査のためスーザンと、マッコールのかつての仲間でもあったDIAの元工作員デイブ・ヨークが現地へ派遣される。現場を見たスーザンは自殺とするには不審な点に気付くものの、帰国直前に宿泊先のホテルの自室で殺されてしまう。スーザンの死の連絡を受けたマッコールは、彼女の夫ブライアンに真相究明と報復を約束する。そしてブライアンから借りたスーザンの携帯電話の情報や、ハッキングした情報サイトにより、ブリュッセルの事件が巧妙な殺人であると見抜き、スーザンの殺害理由にも関連していると疑う。さらにスーザンを襲った不良青年たちも、住居のガス爆発事故を装って始末されていた。マッコールは自分が死んだと思っているデイブに再会してスーザンの死の不審点を伝え、捜査に協力を頼む。
マイルズを身近なギャング仲間達から引き離し、彼を諭すなどの活動を行いながら、マッコールはスーザンの死の真相に迫っていく。タクシーの客として乗り込んできた男に命を狙われるも返り討ちにし、デイブの家に赴くマッコール。刺客の男が所持していた携帯電話から協力者が割り出せる話し、電話すると、その通信先は他ならぬデイブであり、マッコールは彼が黒幕であると確信した。デイブは、自分たちはDIAに使い捨てにされたと言い、そのために同じく廃業させられた仲間たちと暗殺の副業を行っていたことを明かし自分を正当化する。マッコールはそれを許さず報復することを予告しその場を後にする。
マッコールの力量を熟知するデイブは、仲間たちと彼のアパートを襲撃する。それを見越していたマッコールは不在であったものの、彼に受けた恩を返そうとするマイルズがキッチンの壁を補修するために部屋に入り込んでおり、デイブ達に人質として捕まってしまう。マッコールはボストンの海岸沿いにある亡き妻との住居を決戦場に選んだ。
ボストンにはハリケーンが接近しており、決戦場には避難命令が出ていた。警察の規制線を突破し、マッコールが待ち構える海岸沿いの住宅街に到着するデイブたち。デイブ自身は指揮官兼スナイパーとして塔の上から援護に当たり、フル装備の3人の仲間たちが現場へと踏み込む。嵐と地の利を活かし、一人ずつ殺していくマッコール。最終的にはデイブに復讐を果たし、無事にマイルズを助け出す。
後日。マイルズは更生して学校に通うようになり、アパートの壁面に立派な絵を描く。ルビンスタインは姉と再会を果し、マッコールは嵐が去った昔の家にて海を眺めながら、亡くなった妻を想い出していた。

## キャスト
※括弧内は日本語吹替
- ロバート・マッコール - デンゼル・ワシントン（大塚明夫）

元CIAの凄腕工作員。前作の後にホームマートは退職し、現在はタクシーの運転手として生計を立てている。常連と初めてとを問わず乗客との会話を楽しみながら日々を送る一方で、裏稼業として弱い者の力になるために元工作員の力を密かに使っている。
ビビアンという妻がいたが、前作より前に何らかの理由で亡くなっている。
- デイブ・ヨーク - ペドロ・パスカル（西健亮）

CIA局員で、マッコールと7年も組んでいた元相棒。妻と娘2人の4人家族。
死んだと思っていたマッコールがジョギング中に突然現れて驚いたが、スーザンの死を不審に思っているという彼の真相解明に協力を申し出る。
だが実は彼こそが裏切り者であり、マッコールの偽装死後にチームが解散させられた事から次第にCIAとは関係なく暗殺を請け負うようになる。さらにCIAの一員で協力者であったガルベル夫妻の死が他殺と勘付いたスーザンを2人組の不良青年に襲わせた上、まだ息のあった彼女を刺殺するなど自身の非道を正当化している。
最後は近接戦闘でマッコールの背後を取ったものの左眼を潰され怯み、奪われたナイフでスーザンの致命傷と同じ位置を刺されるなどして倒れ、嵐の海へ突き落される。
- マイルズ・ウィテカー - アシュトン・サンダース（福西勝也）

母子家庭で暮らす絵描きを目指す高校生。イマイチ学校には乗り気ではない模様。ボクサーの兄を強盗に殺された過去がある。暗所と閉所が苦手。
ある日、落書きをされたアパートの外壁を消していたマッコールとは、成り行きから修復作業を250ドルで引き受け仲を深める。その会話で以前に街のギャングに出入りして違法薬物を売ったことを語ったため、マッコールに厳しく忠告されている。
その後、ギャング仲間から誘われて他グループとの抗争に加わろうとするが、外壁の修復が滞っていた事を不審に思いアジトに乗り込んできたマッコールから激しく叱責され踏み止まっている。この件をきっかけに改心し、真面目に学校も通って壁の修復を再開、見事に落書きを消した。
マッコールの住居の壁を補修しようと彼が不在の時に無断で入り込んで作業をしていたところ、襲撃してきたデイブらに捕えられ人質にされてしまう。最終決戦では車のトランクに閉じ込められており、デイブの狙撃で左脚に被弾するが軽症で済み、無事に救われた。
その後は真面目に学校へ通い、アニメキャラクターの創作中。バスで声を掛けてきた同じ学校の女の子とも仲良く会話する間柄となる。更にはアパートの修復した壁に見事なアート作品を描き、大家のファーティマを驚かせた。
- サム・ルビンスタイン - オーソン・ビーン（板取政明）

マッコールの常連客。第二次世界大戦中のヨーロッパで生き別れた姉のマグダを探しているが、判事や老人ホームの職員には信じてもらえず、ウソとまで言われ相手にされていない。半ば再会を諦めかけていたが、マッコールが生前のスーザンに調査を依頼しており無事に生き別れの姉と再会を果たす。
- スーザン・プラマー - メリッサ・レオ（高島雅羅）

CIA局員。マッコールの親友にして元同僚。ガルベル夫妻の不審死で向かったブリュッセルにて2人組の襲撃を受け、抵抗したものの重症を負う。最後はデイブに刺殺されてしまった。
- ブライアン・プラマー - ビル・プルマン（安原義人）

スーザンの夫。マッコールの素性を知る数少ない人物の一人。現在は作家として暮らしており朗読会も開かれたが、スーザン曰く「旦那の本でも無理よ」と呆れる難解な内容のため、参加者は2人だけだった模様。
スーザンを亡くした傷心の最中、デイブらに口封じの襲撃を受ける寸前でマッコールから脱出の手助けを受けている。
- ファーティマ - サキナ・ジャフリー（ニケライ・ファラナーゼ）

マッコールの住むアパートの大家。小さな中庭で野菜や花を育てているが、何者かに荒らされてしまい外壁も落書きの被害に遭う。
- レズニック - ジョナサン・スカーフ（英語版）（東條達也）

マッコールのCIA時代のメンバーで、無精髭の男。マッコールの仕掛けたトラップと投げ入れた催涙弾の衝撃で粉塵爆発が起こり、爆風による腹部への致命傷を負い死亡。
- アリ - カジー・タウギナス（堀総士郎）

マッコールのCIA時代のメンバー。家屋の外壁に貼られたスーザンの姿が印刷された紙に気を取られた隙に、背後からマッコールに2丁のナイフで滅多刺しに遭って死亡。
- コバック - ギャレット・A・ゴールデン（藤井隼）

マッコールのCIA時代のメンバーで、長い髭を蓄えた男。サウスポー。家の中で潜んでいたマッコールに銛で射貫かれて死亡。
- トルコ人の父親 - アダム・カースト（藤井隼）

離婚した妻グレースから娘をさらったDV男。娘を救出に来たマッコールにチャンスをもらうも、無下にして3人組の仲間をけしかけたが返り討ちに遭う。本人は不明だが始末されていると思われる。
- グレースの娘 - リス・オリヴィア・コート（花園愛美）

離婚した父親にさらわれトルコ国内の列車で移動していたが、マッコールに助け出された。母の書店でマッコールと再会するも「言わないで」のジェスチャーには無邪気に応じている。
- グレース - タマラ・ヒッキー（木村香央里）

マッコールの通う書店の店主。離婚した夫に娘を強引に拐われてしまい途方に暮れていた。マッコールの裏稼業に依頼していたようで、娘を救出されている。
娘をさらわれた事が原因なのか、書店は売るつもりだったが「事情が変わったので」と撤回している。

## 製作
2014年2月24日、ソニー・ピクチャーズとエスケイプ・アーティスツが『イコライザー』の続編の企画を進めていると報じられた。10月、アントワーン・フークアがインタビューの中で「観客の皆さんとデンゼルが望むなら、続編の製作もあり得るでしょう」「続編があるとすれば、より国際色豊かな作品になるでしょう」と発言した。2015年4月22日、ソニー・ピクチャーズは本作の続編の製作を正式に開始し、デンゼル・ワシントンが再びロバート・マッコールを演じると発表したが、フークアが続投しないことも明かされた。しかし、2016年9月、フークアが続投することになったと報じられた。ワシントンが映画の続編に出演するのはこれが初めて。
2017年8月21日、ペドロ・パスカルが本作に出演するとの報道があった。23日、メリッサ・レオとビル・プルマンが続投すると報じられた。24日、アシュトン・サンダースがキャスト入りした。9月14日、本作の主要撮影がマサチューセッツ州で始まった。2018年3月25日、サキナ・ジャフリーが本作に出演していたことが明かされた。

## 公開
当初、本作は2017年9月29日に全米公開される予定だったが、後に公開日は2018年9月14日に延期された。後に全米公開日は同年8月3日に前倒しされ、最終的に7月20日となった。

## 興行収入
本作は『アンフレンデッド: ダークウェブ』及び『マンマ・ミーア! ヒア・ウィー・ゴー』と同じ週に封切られ、公開初週末に2600万ドル前後を稼ぎ出すと予想されていたが、実際の数字はそれを上回るものとなった。2018年7月20日、本作は全米3388館で公開され、公開初週末に3601万ドルを稼ぎ出し、週末興行収入ランキング初登場1位となった。本作のオープニング興収が『マンマ・ミーア! ヒア・ウィー・ゴー』を上回ったことは市場関係者や映画ファンに衝撃を与えた。

## 評価
本作に対する批評家からの評価は平凡なものに留まっている。映画批評集積サイトのRotten Tomatoesには98件のレビューがあり、批評家支持率は50%、平均点は10点満点で5.6点となっている。サイト側による批評家の見解の要約は「『イコライザー2』は標準的なヴィジランテ・スリラー映画が持つ本能的な興奮を観客に届ける。しかし、名優たちが再度集結した同作はガッカリさせられた続編のケーススタディになっている」となっている。また、Metacriticには39件のレビューがあり、加重平均値は49/100となっている。なお、本作のCinemaScoreはAとなっている（前作はA-）。

## 続編の可能性
2018年7月30日、アントワーン・フークワ監督はインタビューの中で続編の製作に意欲があることを明かした。